# Hlavňovice

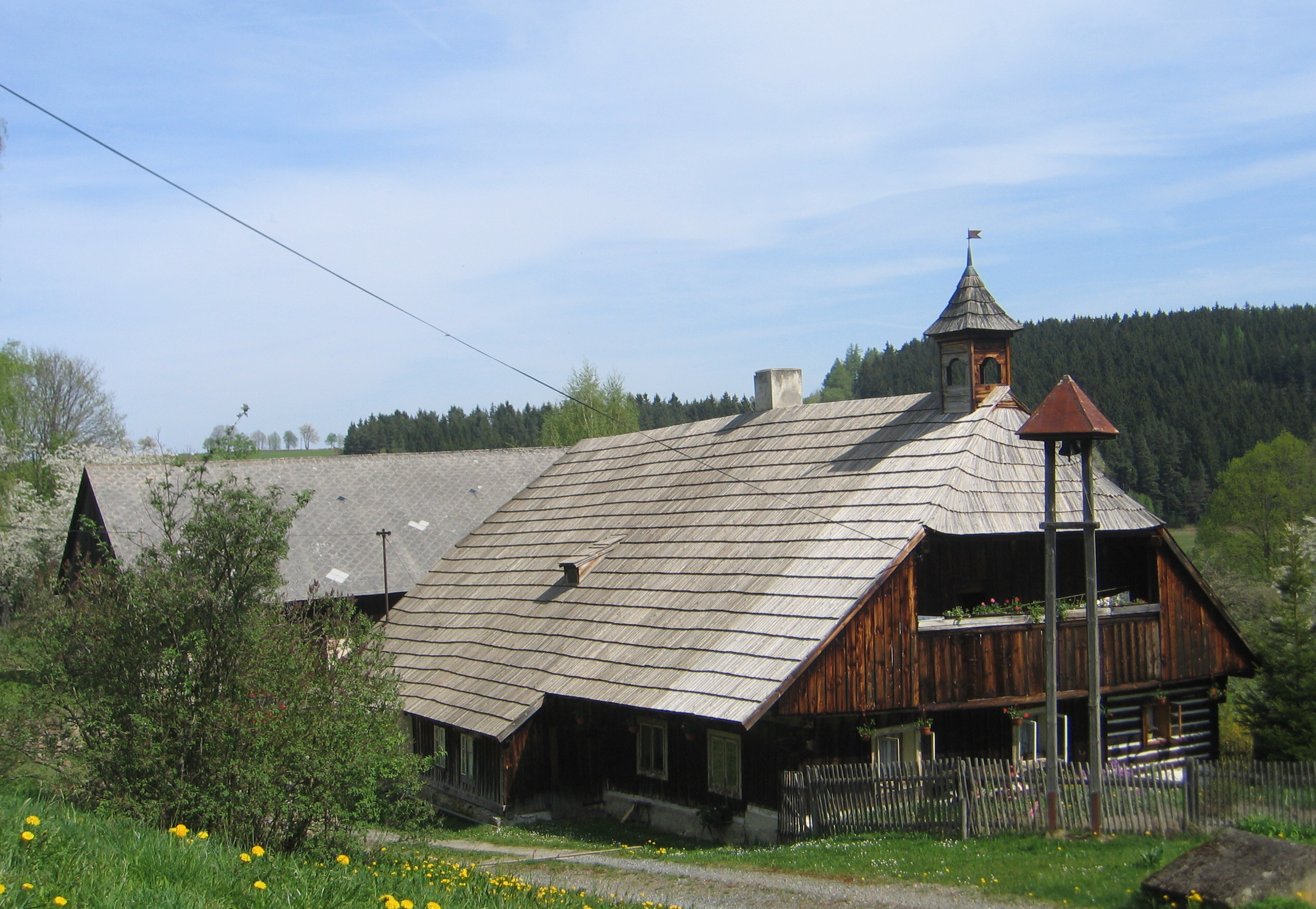
Gehöft Nr. 3 in Zvíkov

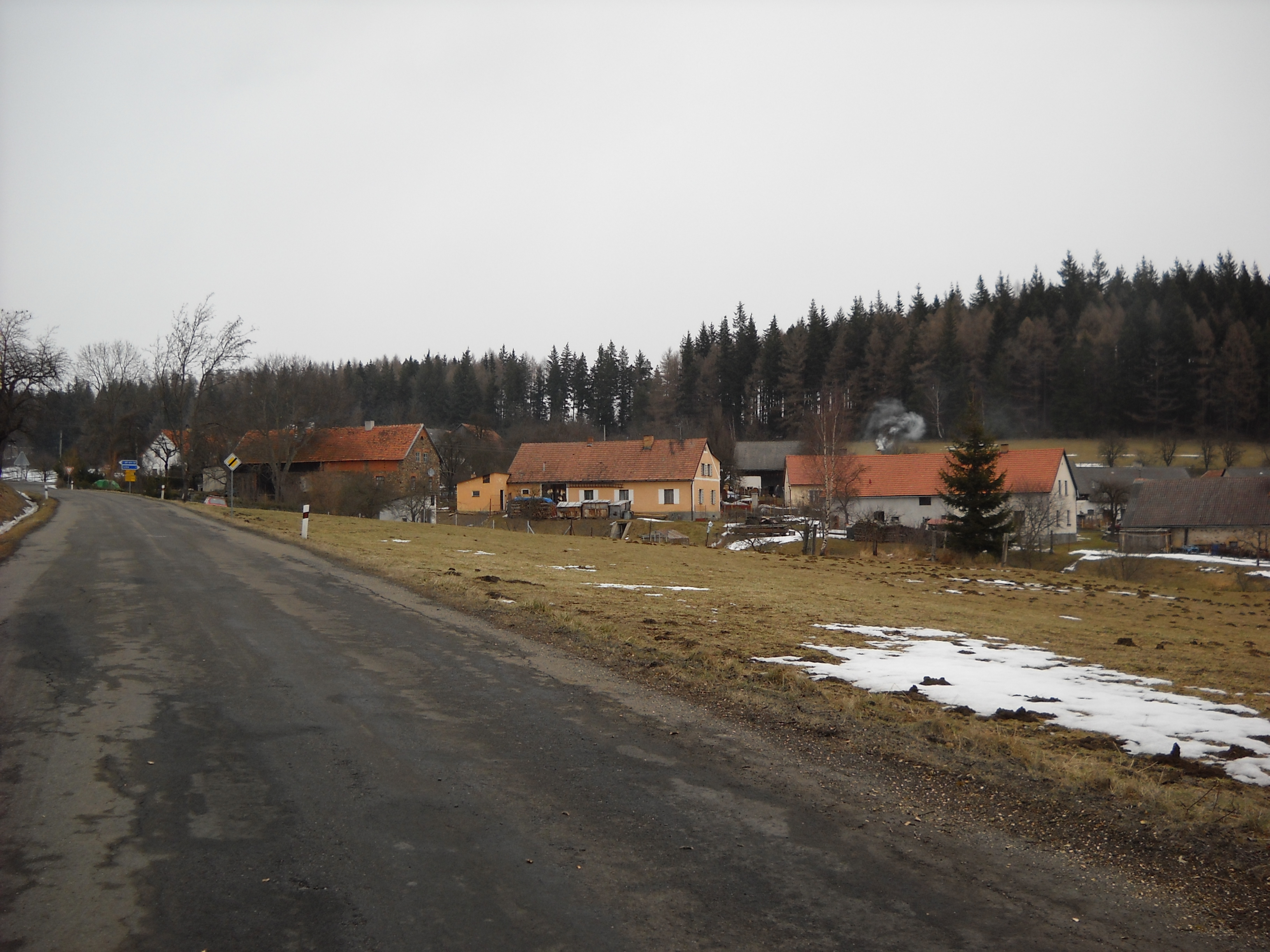
Ortsansicht von Cihelna

Hlavňovice (deutsch Hlawniowitz) ist eine Gemeinde in Tschechien. Sie liegt zehn Kilometer westlich von Sušice und gehört zum Okres Klatovy.

## Geographie
Hlavňovice befindet sich in der Svatoborská vrchovina (Swatobor-Bergland), einer Teileinheit der Šumavské podhůří (Böhmerwaldvorland). Der Kernort liegt rechtsseitig über dem Tal des Baches Čeletický potok. Östlich von Hlavňovice entspringt die Orlovská svodnice. Im Norden erhebt sich der Borek (859 m), östlich die Výrovna (720 m), der Pahorek (716 m) und der Kaltský vrch (757 m), im Südosten der Bláhovsko (741 m), südwestlich die Pálenka (898 m) und der Svinenský vrch (970 m) sowie im Westen die Kolářova hora (867 m). Hlavňovice liegt am Rande des Naturparks Kochánov. Durch den Ort führt die Staatsstraße II/171 zwischen Sušice und Běšiny.
Nachbarorte sind Radostice und Velhartice im Norden, Přestanice und Cihelna im Nordosten, Maršovice und Libětice im Osten, Pích und Suchá im Südosten, Sobíkov, Rovná und Zvíkov im Süden, U Adamců, Javoříčko, Zámyšl und Čeletice im Südwesten, Jarkovice, Chvalšovice und Častonice im Westen sowie Milínov im Nordwesten.

## Geschichte
Erstmals urkundlich erwähnt wurde Hlavňovice im Jahre 1428, als Ulrich II. von Rosenberg das Dorf an Meinhard von Neuhaus verkaufte. Zwischen 1566 und 1572 erwarb Sigismund Duppauer von Duppau (Zikmund Doupovec z Doupova) das Gut und ließ eine Feste erbauen, im Jahre 1572 verwendete er erstmals das Prädikat von Hlawniowitz. 1577 kaufte Sigismund von Hlawniowitz die Herrschaft Blatna und veräußerte das Gut Hlawniowitz an Anna Kotz von Dobrz, geborene Bohuchval von Hrádek, deren Ehemann Dětleb das nahegelegene Gut Volšovy besaß. Nachfolgend befand sich das Gut über 300 Jahre ununterbrochen im Besitz der Familie Kotz von Dobrz. Bis zur Mitte des 19. Jahrhunderts blieb Hlawniowitz ein selbständiges Gut.
Nach der Aufhebung der Patrimonialherrschaften bildete Hlavonice / Hlawniowitz ab 1850 einen Ortsteil der Gemeinde Milinov / Milinow im Gerichtsbezirk Schüttenhofen. Ab 1868 gehörte das Dorf zum Bezirk Schüttenhofen.
Ferdinand Ernst Kotz von Dobrsch wurde 1869 in den österreichischen Freiherrnstand erhoben, er war Begründer der Nebenlinie der Freiherren Kotz von Dobrsch auf Hlawniowitz. Seit 1880 wird Hlavňovice als amtlicher tschechischer Ortsname verwendet. Nach dem Tod des Ferdinand Ernst Kotz von Dobrsch bewirtschaftete seine Witwe Valeria das Gut, 1905 übertrug sie es ihrer Tochter Marie Valeria Pelikánová. Im Jahre 1910 bestand Hlavňovice aus 19 Häusern, in denen 166 Personen, darunter neun Deutsche, lebten. Besitzer des Gutes Hlavňovice war von 1919 bis 1946 Otomar Pelikán. Im Jahre 1947 wurde Hlavňovice nach Přestanice umgemeindet. Im Zuge der Aufhebung des Okres Sušice kam Hlavňovice 1960 zum Okres Klatovy. Im selben Jahre wurden die Gemeinden Přestanice (mit Cihelna, Hlavňovice, Horní Staňkov, Milínov, Orlov und Radostice), Pích (mit Libětice), Suchá (mit Puchverk) und Zámyšl (mit Častonice, Čeletice, Javoříčko, Mokřany und Zvíkov) zur neuen Gemeinde Hlavňovice zusammengeschlossen.

## Gemeindegliederung
Die Gemeinde Hlavňovice besteht aus den Ortsteilen Častonice (Tschastonitz, auch Czastonitz), Čeletice (Tscheletitz, auch Czeletitz), Cihelna (Antoniendorf), Hlavňovice (Hlawniowitz), Horní Staňkov (Ober Stankau), Javoříčko (Klein Gaberl, früher Gaberl), Libětice (Libietitz), Milínov (Milinau, auch Milinow), Pích (Pich, früher Picho), Přestanice (Pschestanitz), Puchverk (Puchwerk), Radostice (Radostitz), Suchá (Sucha, auch Dürrendorf), Zámyšl (Samischl, auch Zamysl) und Zvíkov (Schwegau). Grundsiedlungseinheiten sind Častonice, Čeletice, Cihelna, Hlavňovice, Horní Staňkov, Libětice, Milínov, Mokřany (Moos), Pích, Přestanice, Radostice, Suchá, Zámyšl und Zvíkov. Zu Hlavňovice gehören außerdem die Weiler und Einschichten Dolina, Jakl v Louce, Na Pile, Na Volešku, Orlov (Worlow), Píchovský Mlýn, Skalka, Skalský, Sobíkov, Spáleniště (Brandstadt) und U Adamců.
Das Gemeindegebiet gliedert sich in die Katastralbezirke Častonice, Čeletice, Horní Staňkov, Milínov, Mokřany, Pích, Přestanice, Radostice u Hlavňovic, Suchá u Hlavňovic, Zámyšl und Zvíkov.

## Sehenswürdigkeiten
- Kirche des hl. Johannes von Nepomuk in Hlavňovice, erbaut 1799–1808 südlich der Kapelle, der schlichte einschiffige Bau mit Chor und Turm weicht von der üblichen Ostung ab und ist nach Süden ausgerichtet.
- Kapelle des hl. Adalbert am Dorfplatz von Hlavňovice, errichtet 1707, sie hat einen hexagonalen Grundriss.
- Schloss Hlavňovice am südöstlichen Ortsausgang, es entstand im 17. Jahrhundert aus der alten Feste, später wurde der Barockbau klassizistisch umgestaltet. 1780 erfolgte der Anbau einer Schlosskapelle, die nach dem Bau der Kirche wieder aufgegeben wurde. Das Schloss ist von einem Park und Wirtschaftshof umgeben. Das zum Hof gehörige Haus Nr. 26 besitzt einen quadratischen Turm mit Wetterfahne. 1946 wurde der Gutsbesitzer Otomar Pelikán enteignet und das Schloss und Gut verstaatlicht. Das Schloss ist in einem stark baufälligen Zustand und gehört heute der Gemeinde Hlavňovice.
- Schloss Horní Staňkov, das in der Mitte des 18. Jahrhunderts errichtete Herrenhaus wurde in den 1830er Jahren durch Innocenz Kotz von Dobrz zum Schloss umgestaltet. Im Jahre 1981 kauften die Eheleute Švankmajer das Schloss. Jan Švankmajer richtete in dem als Kulturdenkmal geschützten Gebäude ein Atelier ein.[6]
- Gehöfte im Böhmerwaldstil

## Söhne und Töchter der Gemeinde
- Matyáš Lerch (1860–1922), Mathematiker